# Вино из одуванчиков (фильм, 1972)
«Вино из одуванчиков» — короткометражный фильм по мотивам одноимённой повести Рэя Брэдбери, выполненный в виде дипломной работы Родиона Нахапетова.

## Сюжет
Основной посыл фильма заключается в том, что хранение старых вещей/хлама — бессмысленно. Старые личные вещи могут нести в себе множество тёплых воспоминаний, чувств, эмоций. Однако пусть прошлое останется в прошлом, следует жить настоящим.
В основе сюжета лежит история одинокой пожилой женщины, которой исполняется 89 лет. Неожиданно её решают поздравить с днем рождения трое ребят, которым она предлагает попробовать вино из одуванчиков. Элен Бентли начинает вспоминать, что когда-то она была такой же юной, милой девочкой, чему дети не верят. Тогда Элен достаёт старые вещи и фотографии, но дети убеждены, что она всегда была бабушкой.

## В ролях
- Мария Дурасова — Элен Бентли — знаменитая в прошлом певица
- Владимир Зельдин — Джон, покойный муж Элен
- Махмуд Эсамбаев — старьёвщик
- Володина Инга — Джейн
- Мусин Андрей — Том
- Петровская Инна — Лиз
- Смоленская Маша — Элен